# تک‌آهنگ‌ها: ده سال نخست
تک‌آهنگ‌ها: ده سال نخست (انگلیسی: The Singles: The First Ten Years) یک آلبوم گردآوری‌شده از ابرگروه سوئدی موسیقی پاپ آبا است که نخستین بار در نوامبر ۱۹۸۲ منتشر شد.

## فهرست ترانه‌ها
تمامی ترانه‌ها توسط بنی آندِشون و بیورن اولویوس نوشته‌شده، مگر آنهایی که نام دیگری برایشان ذکر شده‌است. آلبوم به‌صورت ۲ نوا کاست دوتایی ال‌پی منتشر شد. در سال ۱۹۸۳ یک نسخهٔ دوتایی سی‌دی از این مجموعه توسط پُـلی‌دُر رکوردز منتشر شد که در آلمان غربی تولید شده بود.
- ال‌پی ۱

1. «رینگ رینگ» – ۳:۰۴
2. «واترلو» - ۲:۴۲
3. «خداحافظ» – ۳:۰۵
4. «دارم، دارم، دارم، دارم، دارم» – ۳:۱۶
5. «اس‌اواس» – ۳:۲۲
6. «ماما میا» – ۳:۳۱
7. «فرناندو» – ۴:۱۲
8. «ملکه رقصان» – ۳:۵۰
9. «پول، پول، پول» – ۳:۰۶
10. «شناختن خودم، شناختن تو» – ۴:۰۲
11. «هدف اساسی» – ۴:۵۳
12. «شانست را با من امتحان کن» – ۴:۰۶
13. «شهر شب تابستانی» – ۳:۳۴

- ال‌پی ۲

1. «چیکیتیتا» – ۵:۲۶
2. «مادرت می‌داند؟» – ۳:۱۴
3. «آیا می‌خواهی» – ۵:۰۸
4. «بده! بده! بده! (مردی را پس از نیمه‌شب)» – ۴:۴۹
5. «رؤیایی دارم» – ۴:۴۴
6. «همه‌چیز به برنده تعلق دارد» – ۴:۵۵
7. «سوپر تروپر» – ۴:۱۳
8. «یکی از ما» – ۳:۵۵
9. «روز پیش از آشنایی با تو» – ۵:۵۰
10. «تحت حمله» – ۳:۴۷

## جداول موسیقی
| جدول (۱۹۸۲)                           | بالاترین رتبه |
| ------------------------------------- | ------------- |
| آلبوم‌های استرالیا (گزارش موسیقی کنت)  | ۱۸            |
| آلبوم‌های بلژیک (اولتراتاپ فلاندرز)    | ۱             |
| آلبوم‌های هلندی (جدول‌های هلند)         | ۵             |
| آلبوم‌های فنلاند (جدول‌های رسمی فنلاند) | ۹             |
| آلبوم‌های فرانسه (جدول‌های رسمی فنلاند) | ۶             |
| آلبوم‌های آلمانی (۱۰۰ آلبوم برتر رسمی) | ۵             |
| آلبوم‌های نیوزیلندی (آرام‌ان‌زد)         | ۵             |
| آلبوم‌های نروژی (وی‌جی-لیستا)           | ۳۳            |
| آلبوم‌های آفریقای جنوبی (RISA)         | ۱             |
| آلبوم‌های سوئدی (برترین‌های سوئد)       | ۲۹            |
| آلبوم‌های سوئیس (جدول موسیقی سوئیس)    | ۴             |
| آلبوم‌های بریتانیا (شرکت جدول‌های رسمی) | ۱             |
| بیلبورد ۲۰۰ ایالات متحده              | ۶۲            |

| جدول (۱۹۸۳)                             | رتبه |
| --------------------------------------- | ---- |
| آلبوم‌های آلمان (رتبه‌بندی سرگرمی جی‌اف‌کی) | ۵۱   |

## گواهینامه‌ها
| منطقه                             | گواهی  | واحد گواهی‌شده/فروش |
| --------------------------------- | ------ | ------------------ |
| استرالیا (آی‌اف‌پی‌آی استرالیا)      | طلا    | ۲۰٬۰۰۰^            |
| آلمان (بی‌وی‌ام‌آی)                  | طلا    | ۲۵۰٬۰۰۰^           |
| بریتانیا (بی‌پی‌آی)                 | پلاتین | ۳۰۰٬۰۰۰^           |
| ^ رقم توزیع تنها بر پایهٔ گواهی‌ها. |        |                    |